# Hypoperigea tonsa
Hypoperigea tonsa là một loài bướm đêm thuộc họ Noctuidae. Nó được tìm thấy ở khắp chính quốc Úc và đảo Norfolk.

## Hình ảnh

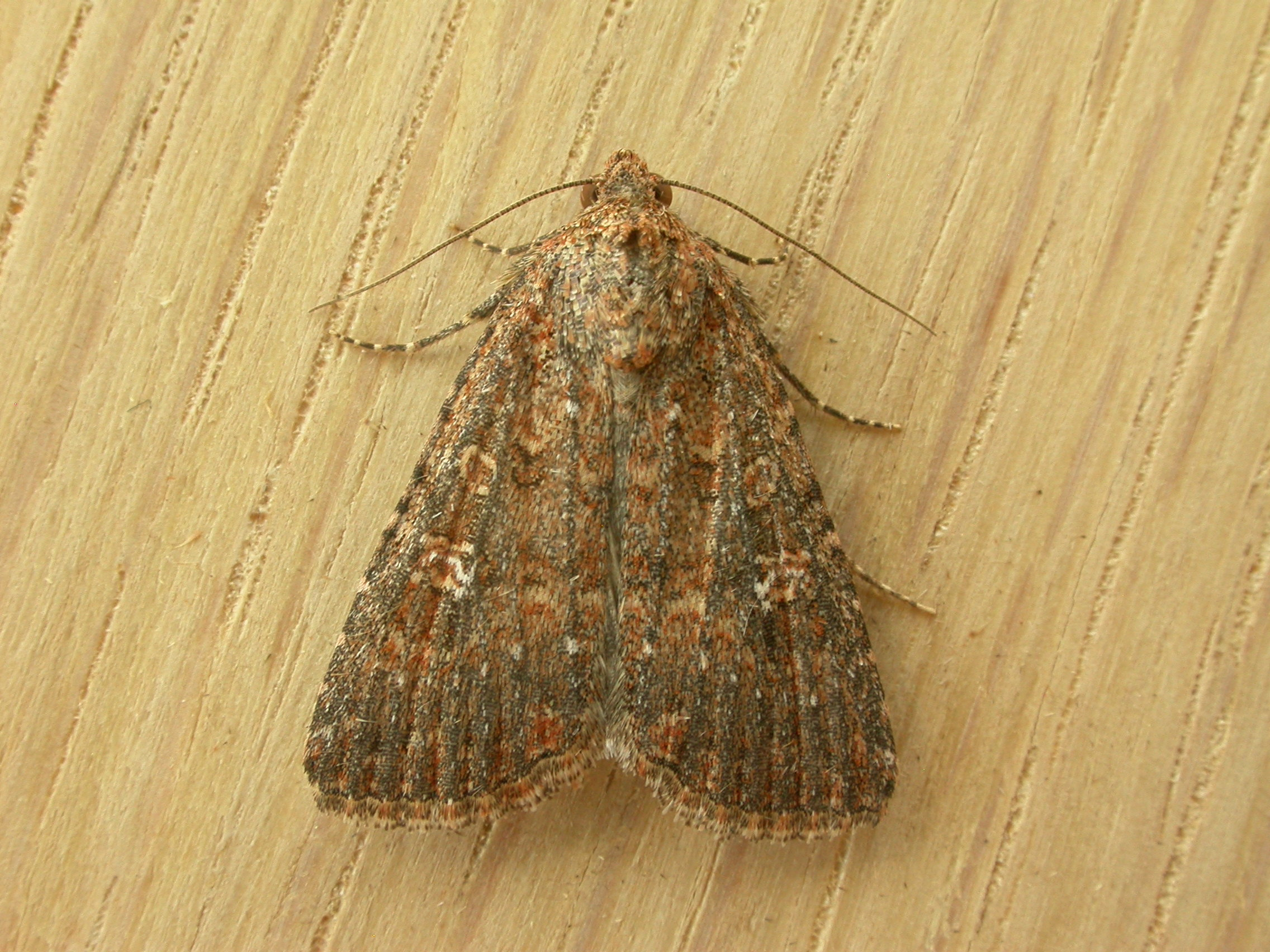
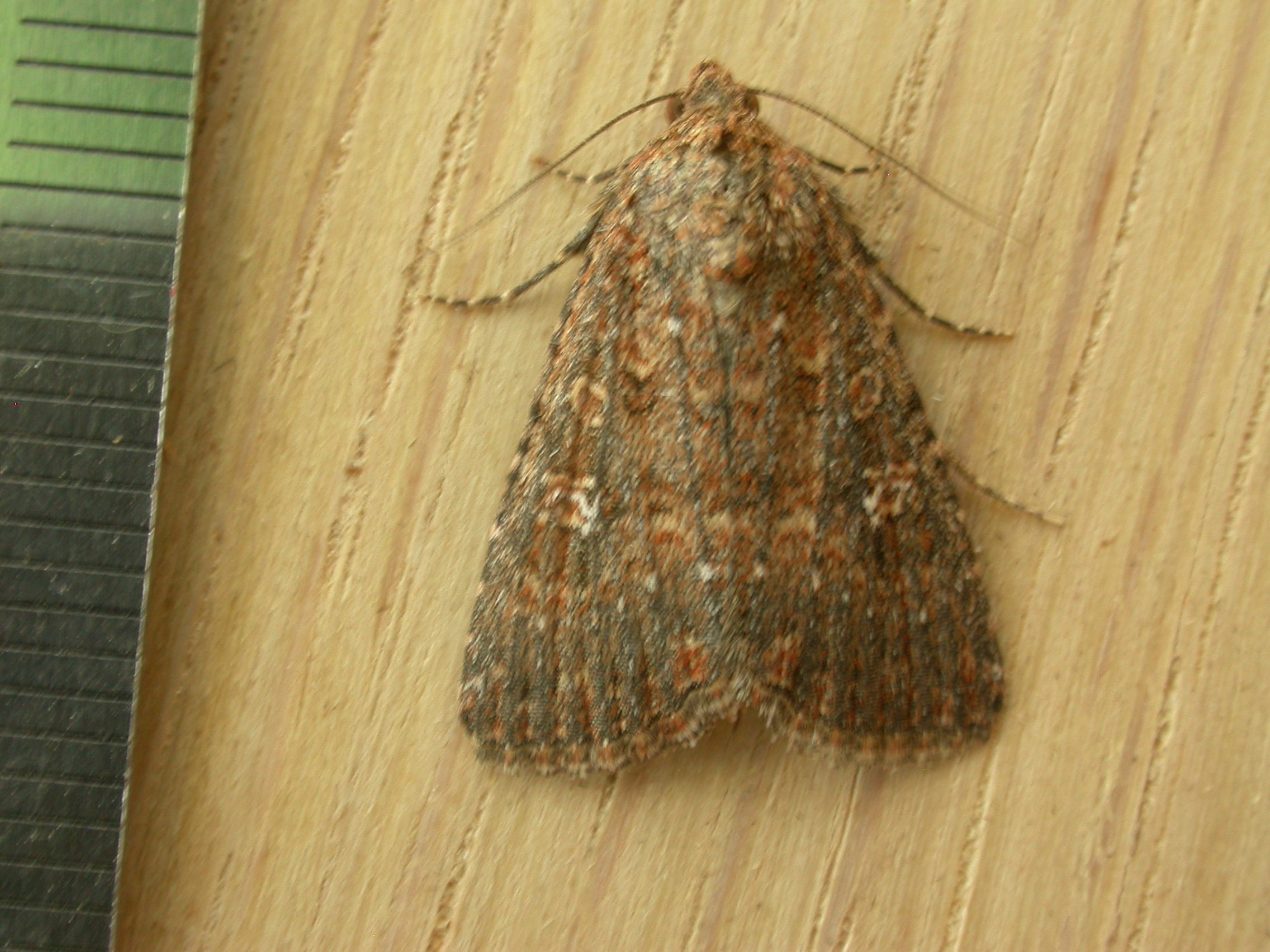
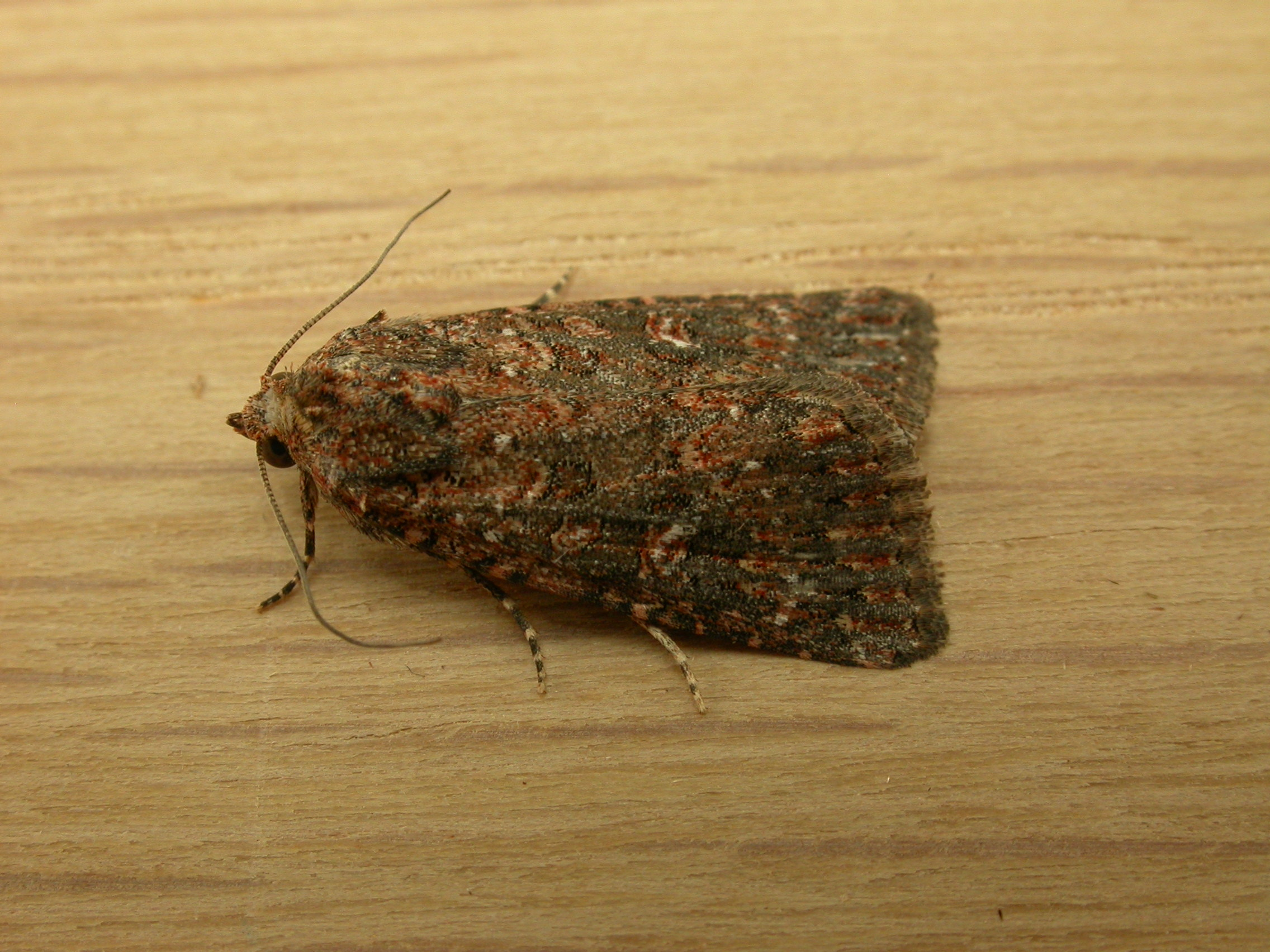
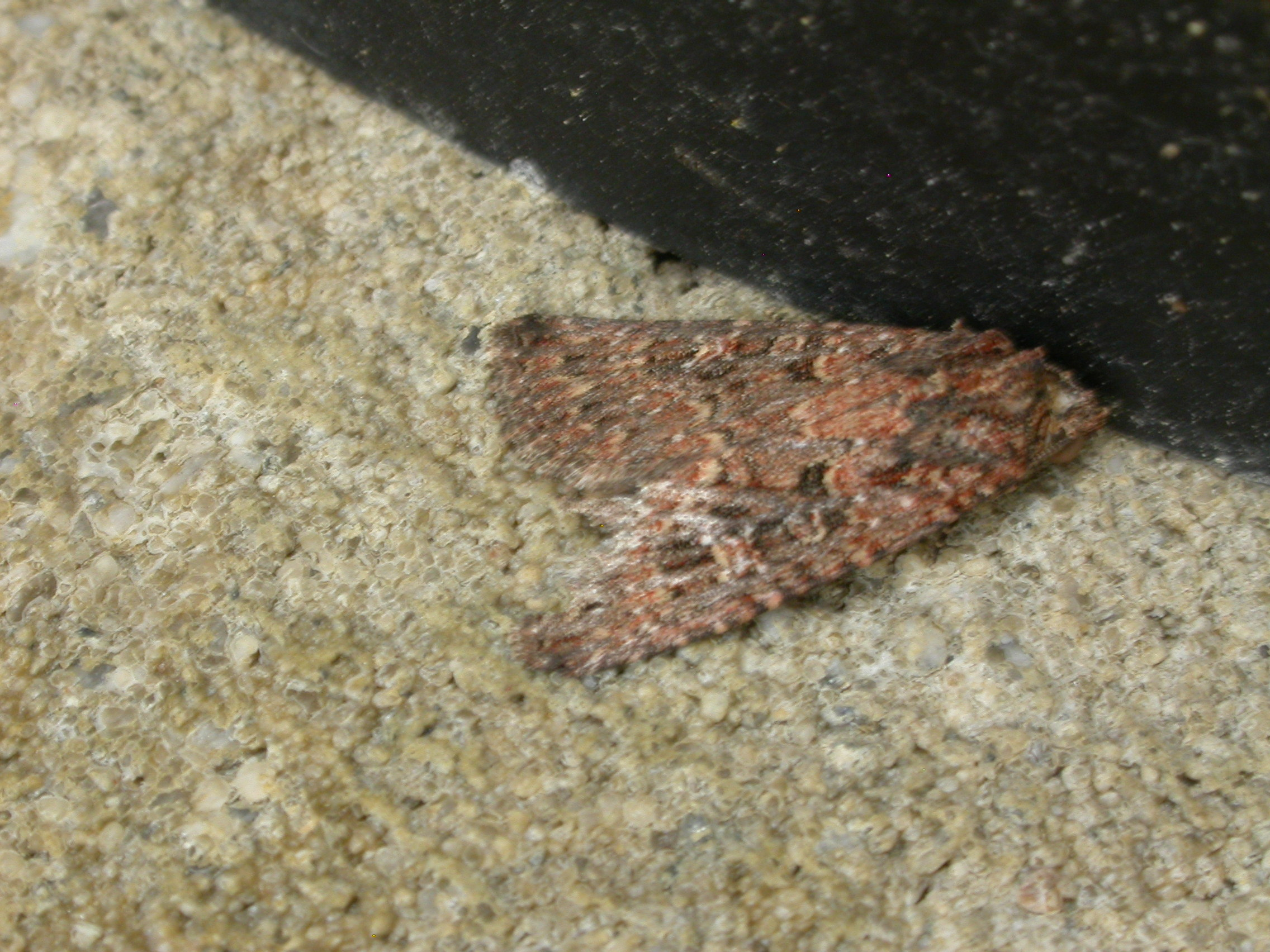